# Megastylus mascarensis
Megastylus mascarensis är en stekelart som beskrevs av Pierre L. G. Benoit 1957. Megastylus mascarensis ingår i släktet Megastylus och familjen brokparasitsteklar. Inga underarter finns listade i Catalogue of Life.